# SN 2001gd
SN 2001gd – supernowa typu IIb odkryta 24 listopada 2001 roku w galaktyce NGC 5033. W momencie odkrycia miała maksymalną jasność 16,50m.